# ARN-polymérase III
Avec l'ARN-polymérase I, l'ARN-polymérase II et l'ARN-polymérase IV, l'ARN-polymérase III (Pol III) est l'une des ARN-polymérases présentes dans les cellules eucaryotes qui réalisent la transcription de l'ADN en ARN à l'intérieur du noyau. Elle appartient à la famille des nucléotidyltransférases.  Elle réalise spécifiquement la transcription des gènes codant des petits ARN non codants comme l'ARN ribosomique 5S, les ARN de transfert et d'autres petits ARN tels que l'ARNsn U6, l'ARN de voûte, l'ARNsn 7SK, plusieurs micro-ARN, ainsi que plusieurs petits ARN nucléolaires. 
Les gènes transcrits par cette ARN-polymérase remplissent essentiellement des fonctions fondamentales de support ou de maintenance au sein de la cellule : leur expression est nécessaire à tous les types de cellules dans la plupart des conditions environnementales. La régulation de l'activité de cette polymérase est par conséquent liée en premier lieu la croissance cellulaire et le cycle cellulaire, ce qui demande moins de protéines régulatrices que l'ARN-polymérase II. En condition de stress, cependant, la protéine MAF1 (en) réprime l'activité de l'ARN-polymérase III.
Pour démarrer la transcription, l'ARN-polymérase III reconnait des séquences promoteur spécifiques. Une partie de la séquence promoteur est interne à la région transcrite et non en amont comme pour l'ARN-polymérase II.